# 张元徽
张元徽（?—954年）， 五代时邢州武安（今属河北）人。
早年是后汉河东节度使刘旻裨将。後任为马步军都指挥使，擅长重骑兵冲锋。高平之战中，指挥北汉军东翼，一開始击溃后周樊爱能、何徽的右翼部隊，阵斩后周大将穆令均。北漢得知後周世宗亲自出战，催促张元徽乘胜进攻。後因戰馬倒地被斬殺。